# Bobby Unser
Robert William „Bobby“ Unser (* 20. Februar 1934 in Colorado Springs, Colorado; † 2. Mai 2021 in Albuquerque, New Mexico) war ein US-amerikanischer Automobilrennfahrer.

## Karriere
Bobby Unser begann 1949 mit dem Rennsport. 1957 wurde er zum ersten Mal Sieger des Pikes Peak International Hill Climb, das er während seiner Laufbahn noch zwölf weitere Male gewinnen konnte. 1963 fuhr er erstmals die 500 Meilen von Indianapolis und belegte am Ende des Rennens den 33. Platz. Seinen ersten Sieg bei den 500 Meilen von Indianapolis erzielte er 1968. Zwei weitere Erfolge in Indianapolis gelangen ihm 1975 und 1981. Er ist neben Rick Mears der einzige Fahrer, der in drei verschiedenen Jahrzehnten dieses Rennen gewann. 1975 war er Sieger der Rennserie International Race of Champions, wobei er zwei der vier ausgetragenen Rennen gewinnen konnte. In den Jahren 1968 und 1974 gewann er die amerikanische USAC National Championship.
1990 wurde er in die International Motorsports Hall of Fame aufgenommen.
Bobby Unser stammt aus einer bekannten Rennfahrerfamilie. Sein Bruder Al Unser ist mit vier Siegen bei den 500 Meilen von Indianapolis einer der erfolgreichsten Fahrer in der Geschichte dieses Rennens und sein Neffe Al Unser jr. gewann die 500 Meilen zweimal. Sein Sohn Robby Unser konnte als Indycar-Fahrer an die Erfolge seines Vaters nicht anknüpfen.

## Statistik

### Sebring-Ergebnisse
| Jahr | Team             | Fahrzeug      | Teamkollege | Platzierung | Ausfallgrund          |
| ---- | ---------------- | ------------- | ----------- | ----------- | --------------------- |
| 1957 | R. V. Milosevich | Jaguar D-Type | Pete Woods  | Ausfall     | Bruch der Vorderachse |

### Einzelergebnisse in der Sportwagen-Weltmeisterschaft
| Saison | Team              | Rennwagen     | 1   | 2   | 3   | 4   | 5   | 6   | 7   | 8   | 9   |
| ------ | ----------------- | ------------- | --- | --- | --- | --- | --- | --- | --- | --- | --- |
| 1957   | R. V. Milosevich  | Jaguar D-Type | BUA | SEB | MIM | NÜR | LEM | KRI | CAR |     |     |
| 1957   | R. V. Milosevich  | Jaguar D-Type | DNF |     |     |     |     |     |     |     |     |
| 1990   | Konrad Motorsport | Porsche 962   | SUZ | MON | SIL | SPA | DIJ | NÜR | DON | MOT | MEX |
| 1990   | Konrad Motorsport | Porsche 962   |     | 15  |     |     |     |     |     |     |     |

## Veröffentlichungen
- Winners are Driven. A Champion’s Guide to Success in Business and Life.

## Einzelnachweis
1. ↑  THREE-TIME INDY 500 WINNER BOBBY UNSER DIES AT 87

| Personendaten    | Personendaten                           |
| ---------------- | --------------------------------------- |
| NAME             | Unser, Bobby                            |
| ALTERNATIVNAMEN  | Unser, Robert William (wirklicher Name) |
| KURZBESCHREIBUNG | US-amerikanischer Automobilrennfahrer   |
| GEBURTSDATUM     | 20. Februar 1934                        |
| GEBURTSORT       | Colorado Springs, Colorado              |
| STERBEDATUM      | 2. Mai 2021                             |
| STERBEORT        | Albuquerque, New Mexico                 |